# Okwuobi c. Commission scolaire Lester-B.-Pearson
Okwuobi c. Commission scolaire Lester-B.-Pearson est un arrêt de principe de la Cour suprême du Canada rendu en 2005 sur les droits des minorités linguistiques. 
La Cour a jugé que les parents du Québec qui se voient refuser l'accès aux écoles anglaises pour leurs enfants doivent s'adresser au Tribunal administratif du Québec (TAQ), qui détient la compétence exclusive pour entendre les appels concernant les droits linguistiques de la minorité, et ne peuvent contourner le tribunal  administratif en s'adressant au tribunaux judiciaires. En examinant l'intention de la loi québécoise, la Cour a conclu que le tribunal avait également le pouvoir d'entendre des questions constitutionnelles.
Cette décision faisait partie d'une trilogie d'affaires sur les droits linguistiques de la minorité qui comprenait Solski (Tuteur de) c Québec (PG) et Gosselin (Tuteur de) c Québec (PG).
L'affaire a été tranchée avec Casimir c. Québec (PG) et Zorilla c. Québec (PG).